# 2581 Radegast
2581 Radegast је астероид главног астероидног појаса чија средња удаљеност од Сунца износи 2,236 астрономских јединица (АЈ).
Апсолутна магнитуда астероида је 13,3.